# 1013
1013 је била проста година.

## Догађаји
- Краљ Свен I Рашљобради (960-1014)лето — Дански викиншки освајачи предвођени Свеном Рашљобрадим (у пратњи свог сина Кнута) испловљавају из Данске да нападну Енглеску. Краљ Етелред Неспремни шаље своје синове Едварда и Алфреда у Нормандију. Етелред се повлачи на острво Вајт и касније их прати у изгнанство.
- 25. децембар — Свен Рашљобради преузима контролу над Данелагом и проглашава се краљем Енглеске у Лондону. Неке од енглеских провинција одбијају да прихвате Свена.
- Поход Болеслава Храброг против Кијевске Русије, којим је привукао Печенеге на своју страну као савезнике.